# Zaragoza (Nueva Ecija)
Zaragoza (Bayan ng Zaragoza) är en kommun i Filippinerna. Kommunen ligger på ön Luzon, och tillhör provinsen Nueva Ecija. Folkmängden uppgår till 37 645 invånare.

## Barangayer
Zaragoza delas in i 19 barangayer.
| - Batitang - Carmen - Concepcion - Del Pilar - General Luna - H. Romero - Macarse - Manaul - Mayamot - Pantoc | - San Vicente (Pob.) - San Isidro - San Rafael - Santa Cruz - Santa Lucia Old - Santa Lucia Young - Santo Rosario Old - Santo Rosario Young - Valeriana |